# Lubo (película de 2023)
Lubo es una película italiana de 2023 dirigida por Giorgio Diritti y protagonizada por Franz Rogowski como Lubo Moser. El guion está basado en la novela Il Seminatore (en italiano, El sembrador) de Mario Cavatore. La historia de Lubo es ficticia pero está inspirada en hechos reales ocurridos en Suiza en la década de 1930.
La cinta fue seleccionada para competir por el León de Oro a la mejor película en el Festival de Cine de Venecia de 2023.

## Sinopsis
Lubo Moser es yenés, tiene mujer y tres hijos, es artista callejero y se mueve con su familia como un hombre libre. En 1939 tiene que hacer el servicio militar en el ejército suizo para defender la frontera. Se pone el uniforme de mala gana, con la esperanza de que todo acabe pronto.
Su primo le cuenta que la policía se ha llevado a sus hijos y que su mujer ha sido asesinada. Lubo sale en busca de sus hijos y decide esparcir sus genes por todas partes. Con el tiempo, su ira disminuye y empieza a pensar en formar una nueva familia.